# Pā Dar
Pā Dar (persiska: پا در) är en ort i Iran.   Den ligger i provinsen Khorasan, i den nordöstra delen av landet, 600 km öster om huvudstaden Teheran. Pā Dar ligger 1 659 meter över havet och antalet invånare är 175.
Terrängen runt Pā Dar är huvudsakligen kuperad, men västerut är den bergig. Runt Pā Dar är det ganska glesbefolkat, med 29 invånare per kvadratkilometer. Närmaste större samhälle är Sheshtomad, 7,9 km norr om Pā Dar. Omgivningarna runt Pā Dar är i huvudsak ett öppet busklandskap.